# Trollkarlens lärling (film, 2010)
Trollkarlens lärling är en fantasydramafilm från 2010, regisserad av Jon Turteltaub och producerad av Jerry Bruckheimer. Filmen hade biopremiär i Sverige den 28 juli 2010 filmen släpptes på DVD och blu-ray den 1 december 2010 i Sverige. Filmen är tillåten från 11 år.

## Handling
Dave Stutler (Jay Baruchel) är en helt vanlig kille men en dag förändras allt när han möter trollkarlen Balthazar Blake (Nicolas Cage). Dave får reda på att han har magiska krafter och att han ska bli Balthazar Blakes lärling. Balthazar blir även Daves beskyddare, och Dave måste snabbt lära sig de magiska konsterna för att hjälpa Balthazar att skydda New York från den lika mäktiga som ondskefulla Maxim Horvath (Alfred Molina).

## Rollista i urval
| Nicolas Cage       | – Balthazar Blake             |
| Jay Baruchel       | – David "Dave" Stutler        |
| Alfred Molina      | – Maxim Horvath               |
| Teresa Palmer      | – Rebecca "Becky" Barnes      |
| Toby Kebbell       | – Drake Stone                 |
| Omar Benson Miller | – Bennet Zurrow               |
| Monica Bellucci    | – Veronica Gorloisen          |
| Alice Krige        | – Morgana le Fay              |
| Jake Cherry        | – Unge David "Dave" Stutler   |
| Peyton List        | – Unge Rebecca "Becky" Barnes |
| Robert Capron      | – Oliver Twistmeyer           |
| James A. Stephens  | – Merlin                      |
| Gregory Woo        | – Sun Lok                     |
| Nicole Ehinger     | – Abigail Williams            |
| Ian McShane        | – Berättaren                  |
| Adriane Lenox      | – Miss Algar                  |
| Ethan Peck         | – Andre Dunlap                |